# Епанодо
Епанодо је стилска фигура коришћена када се исте речи или две сличне речи понове у пасусу текста.